# Список птиц Антарктиды

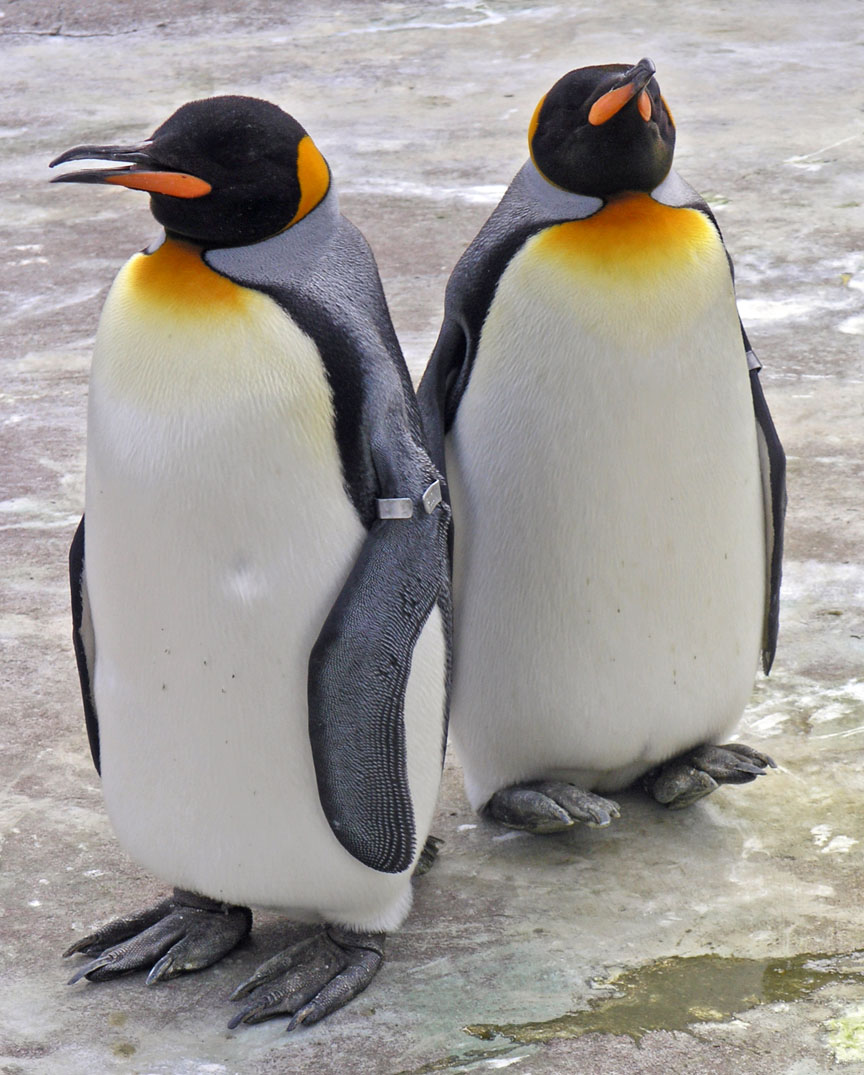
Королевский пингвин

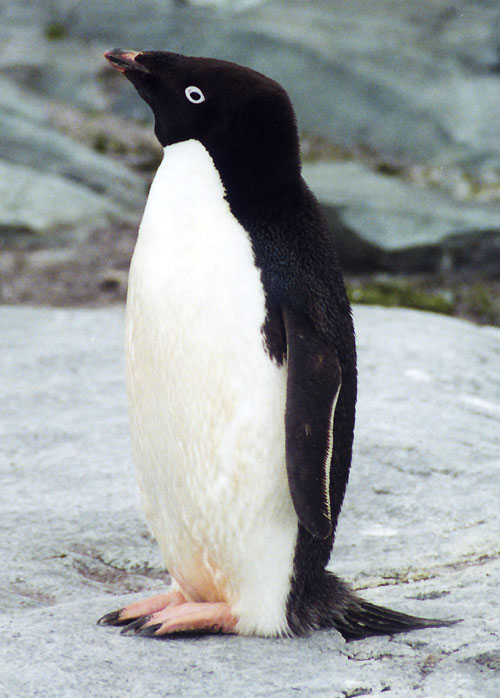
Пингвин Адели

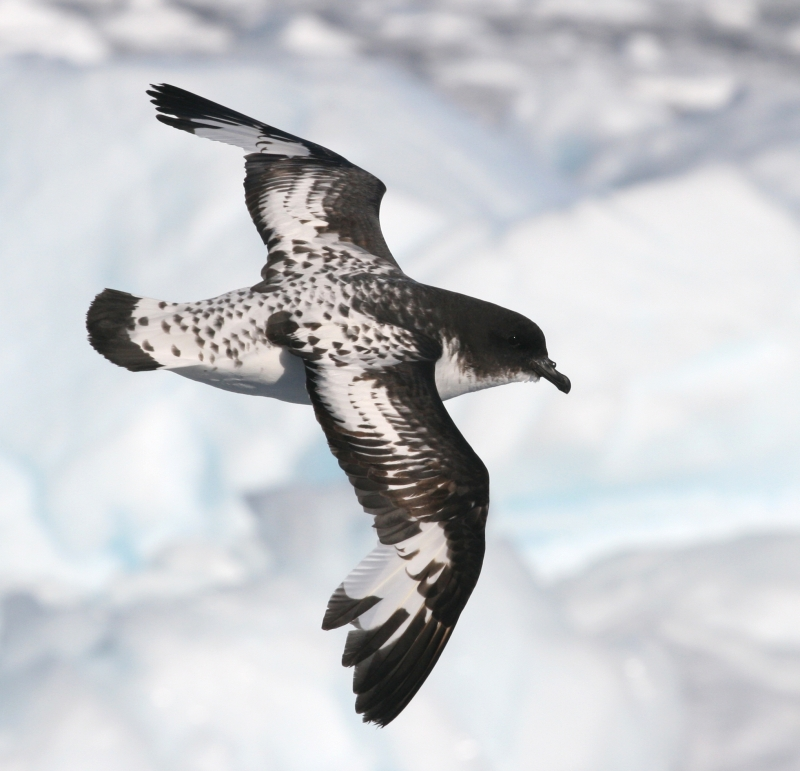
Капский голубок

Список птиц Антарктиды включает около 46 видов класса Птицы, из которых 5 находятся под угрозой исчезновения, а один (Императорский пингвин) является эндемиком.

## ОтрядПингвинообразные
Из 18 видов отряда Sphenisciformes здесь встречаются 7 видов.
- Пингвиновые (Spheniscidae)
  - Антарктический пингвин (Pygoscelis antarcticus)
  - Императорский пингвин (Aptenodytes forsteri)
  - Королевский пингвин (Aptenodytes patagonicus)
  - Золотоволосый пингвин (Eudyptes chrysolophus)
  - Пингвин Адели (Pygoscelis adeliae)
  - Eudyptes chrysocome
  - Папуанский пингвин (Pygoscelis papua)

## ОтрядБуревестникообразные
Отряд Procellariiformes представлен 4 семействами:
- Альбатросовые (Diomedeidae)
  - Diomedea exulans
  - Thalassarche chrysostoma
  - Thalassarche melanophris
  - Phoebetria fusca
  - Phoebetria palpebrata
- Буревестниковые (Procellariidae)
  - Macronectes giganteus
  - Macronectes halli
  - Fulmarus glacialoides
  - Thalassoica antarctica
  - Daption capense
  - Pagodroma nivea
  - Pterodroma macroptera
  - Pterodroma lessonii
  - Halobaena caerulea
  - Pachyptila vittata
  - Pachyptila salvini
  - Pachyptila desolata
  - Pachyptila belcheri
  - Pachyptila turtur
  - Procellaria cinerea
  - Procellaria aequinoctialis
  - Aphrodroma brevirostris
  - Puffinus griseus
- Качурки (Hydrobatidae)
  - Garrodia nereis
  - Oceanites oceanicus
  - Fregetta tropica
- Ныряющие буревестники  (Pelecanoididae)
  - Pelecanoides georgicus
  - Pelecanoides urinatrix

## ОтрядПеликанообразные
Отряд (Pelecaniformes) представлен одним семейством и 3 видами:
- Баклановые (Phalacrocoracidae)
  - Phalacrocorax bransfieldensis
  - Phalacrocorax atriceps
  - Phalacrocorax melanogenis

## ОтрядАистообразные
Отряд Ciconiiformes представлен единственным залетным видом:
- Цаплевые (Ardeidae)
  - Египетская цапля (Bubulcus ibis)[2]

## ОтрядГусеобразные
Отряд Anseriformes представлен единственным видом:
- Утиные (Anatidae)
  - Желтоклювая шилохвость (Anas georgica)

## ОтрядРжанкообразные
Отряд Charadriiformes представлен 4 семействами. Среди представителей Полярная крачка — единственная птица, мигрирующая сезонно из Арктики в Антарктику, преодолевая расстояние в 13-15 тыс. км.
- Белые ржанки (Chionididae)
  - Chionis albus
- Чайковые (Laridae)
  - Доминиканская чайка (Larus dominicanus)
- Крачковые (Sternidae)
  - Антарктическая крачка (Sterna vittata)
  - Полярная крачка (Sterna paradisaea)
- Поморниковые (Stercorariidae)
  - Stercorarius maccormicki
  - Stercorarius antarcticus